# Traffic (musikalbum)
Traffic, Traffics självbetitlade andra studioalbum, släppt 1968 på skivbolagen Island Records (UK), och United Artists (US). Albumet nådde #17 på billboards popalbumlista och tog sin in bland de tio bäst säljande albumen i Storbritannien. En stor skillnad från debuten, Mr. Fantasy var att psykedelian var så gott som borta. Producerade gjorde Jimmy Miller.

## Låtar på albumet
1. "You Can All Join In" (Mason) - 3:34
2. "Pearly Queen" (Capaldi/Winwood) - 4:20
3. "Don't Be Sad" (Mason) - 3:24
4. "Who Knows What Tomorrow May Bring" (Capaldi/Winwood/Wood) - 3:11
5. "Feelin' Alright" (Mason) - 4:16
6. "Vagabond Virgin" (Capaldi/Mason) - 5:21
7. "Forty Thousand Headmen" (Capaldi/Winwood) - 3:15
8. "Cryin' to Be Heard" (Mason) - 5:14
9. "No Time to Live" (Capaldi/Winwood) - 5:10
10. "Means to an End" (Capaldi/Winwood) - 2:39